# Casa del Pavo
La casa de Pavo, situada al carrer Sant Nicolau n. 15 de la ciutat d'Alcoi (l'Alcoià, País Valencià), és un edifici residencial d'estil modernista construït l'any 1909, que va ser projectat per l'arquitecte Vicent Pascual Pastor.
L'edifici es denomina "del paó", pels paons amb les cues desplegades que flanquegen les portes d'entrada que serveixen de mènsules de suport als balcons de la planta primera i constitueix el millor exemple del modernisme a Alcoi.

## Descripció

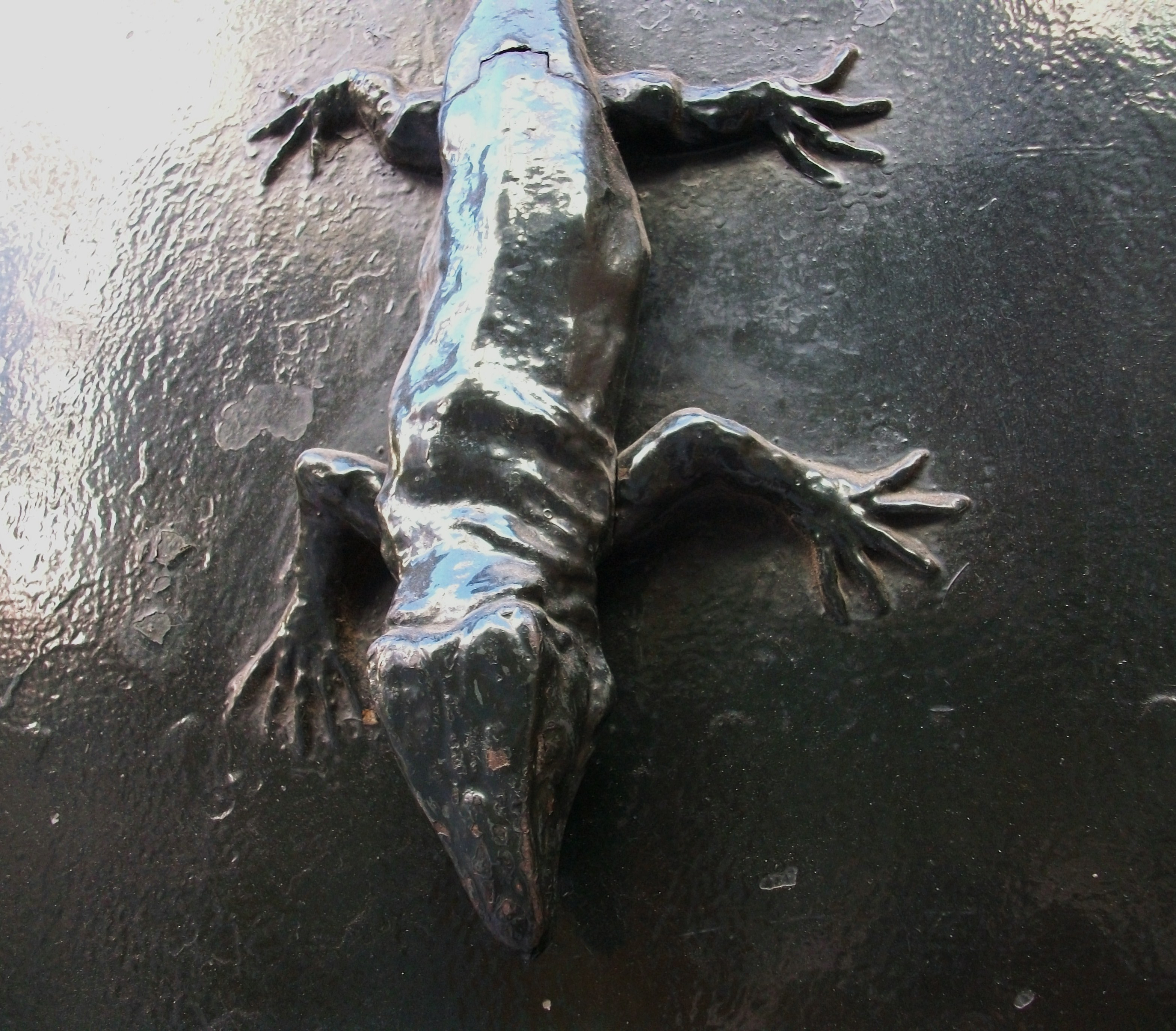
Picaporta amb forma de llangardaix

Des d'un punt de vista funcional, es tracta d'un edifici residencial de 5 plantes, en la posterior es troba l'estudi del pintor Ferran Cabrera. Entre l'edifici i el pavelló del darrere, hi ha un petit i recollit jardí, molt propi d'aquest tipus d'edificis burgesos.
La composició de la façana és interessant per la seua complexitat, tant de composició com d'ornamentació. Arrenca amb una planta de semisoterrani que es reflecteix en tres buits centrats, rematats per arcs de ferradura rebaixats, del gust de la composició modernista. Sobre ells i amb la mateixa distribució, el buit tripartit de l'entresòl. Dues grans portes coronades amb arcs de ferradura, flanquegen les dues plantes descrites, unificant la basa de l'edifici i iniciant la composició de la planta principal, de balcons laterals i gran mirador central, en el qual es recolza el balcó de la segona planta, flanquejat per balcons laterals. En aquesta planta, els carregadors dels buits són allindanats. A la planta tercera i superior, els balcons són de planta corba en els seus extrems, el buit central passa a ser doble i dona lloc al motiu de mosaic corb superior.
L'ornamentació de la façana es correspon amb els materials utilitzats, entre els quals cal destacar la pedra llaurada i polida, la fusta que conforma el mirador i la fusteria de finestres i balcons, la reixeria de forja, el ferro fos en els motius més destacats de l'ornamentació com els paons sobre les portes d'entrada que identifiquen l'edifici i els llangardaixos com picaportes.
També a l'interior de l'edifici podem apreciar la continuïtat d'estil i ornamentació, en el vestíbul d'entrada, a l'escala principal i en les portes d'entrada als habitatges.